# Warin
Warin (MAF: /vaˈʁiːn/, posłuchajⓘ) – miasto w Niemczech, w kraju związkowym Meklemburgia-Pomorze Przednie, w powiecie Nordwestmecklenburg, wchodzi w skład urzędu Neukloster-Warin.

## Toponimia
Nazwa słowiańska, odosobowa, z połabskiego *Varin- „gród Vara/Vary”. Na język polski tłumaczone jako Warzyn.